# Goli Otok
Goli Otok est une île croate située au nord de la Dalmatie. Elle est connue pour avoir été une île prison, notamment du temps de la république fédérative socialiste de Yougoslavie, où furent internés des prisonniers politiques lors de la rupture entre Tito et Staline.

## Histoire
L'île était inhabitée jusqu'à la Première Guerre mondiale. Durant cette période, elle a été utilisée par l’armée austro-hongroise pour interner des prisonniers de guerre russes dans le camp politique de Goli Otok.
En 1949, après sa rupture avec le pouvoir de Moscou, Tito y emprisonnait les communistes stalinistes restés fidèles à Moscou. Les prisonniers subissaient à Goli Otok une "rééducation" accompagnée de tortures et d’humiliations. De plus, les prisonniers n'avaient pas automatiquement été jugés avant d'être envoyés dans le camp. Le nombre exact des personnes internées sur l’île et de celles qui y ont péri reste toujours inconnu : les estimations varient entre 5 000 internés et 30 000 internés[réf. nécessaire]. En 2014, la revue croate "Novi Plamen" a publié une liste de 16 101 noms d'internés dont 413 qui sont morts de mauvais traitements ou qui se sont suicidés.
De 1955 jusqu’à sa fermeture, en 1988, le bagne de Goli Otok a également accueilli des prisonniers de droit commun.
Aujourd'hui, l'île peut être visitée par les touristes. Mais elle est laissée à l'abandon, ce qui laisse l'occasion aux pilleurs de récupérer là-bas matériaux de construction et autres.
Certaines personnes et associations (notamment des groupes d’anciens prisonniers politiques) se battent pour faire de l’île un lieu de mémoire officiellement reconnu.

## Prisonniers célèbres
- Andrej Aplenc, journaliste slovène et écrivain
- Šaban Bajramović, musicien rom serbe
- Alija Izetbegović, homme politique, avocat et philosophe bosniaque
- Panko Brashnarov, homme politique macédonien
- Vlado Dapčević, homme politique monténégrin
- Vlado Dijak, écrivain bosniaque
- Dragotin Gustinčič, homme politique slovène et écrivain
- Nikola Kljusev, homme politique macédonien (premier Premier ministre de la Macédoine indépendante)
- Cene Logar, philosophe slovène
- Tine Logar, linguiste slovène
- Venko Markovski, homme politique macédonien
- Dragoljub Mićunović, homme politique serbe
- Dobroslav Paraga, homme politique croate
- Igor Torkar, écrivain slovène
- Pavao Vuk-Pavlović, philosophe croate